# Allodiplosis
Allodiplosis är ett släkte av tvåvingar. Allodiplosis ingår i familjen gallmyggor.
Kladogram enligt Catalogue of Life:
| Allodiplosis | \| \| Allodiplosis crassa \| \| \| \| \| \| Allodiplosis crassus \| \| \| \| |
|              | \| \| Allodiplosis crassa \| \| \| \| \| \| Allodiplosis crassus \| \| \| \| |
|              | Allodiplosis crassa                                                          |
|              |                                                                              |
|              | Allodiplosis crassus                                                         |
|              |                                                                              |